# Luigi Arditi
Luigi Arditi (Crescentino, 22 de julio de 1822 - Hove, 1 de mayo de 1903) fue un compositor, director de orquesta y violinista italiano. Como compositor es conocido por sus canciones y óperas italianas, mientras que como director de orquesta cosechó un gran éxito en Inglaterra y Estados Unidos.
Ya desde una temprana edad desarrolló interés por la música, y a los siete años se le concedió un violín. Estudió música en el Conservatorio de Milán, aleccionado por Bernardo Ferrara en violín y por Nicola Vaccai en composición. Comenzó a componer a una edad muy temprana, y en 1840 ya había escrito una obertura para orquesta, seguida al año siguiente por la ópera I Briganti, entre otros trabajos.
En 1842 comenzó profesionalmente su carrera como violinista, y dirigió muy ocasionalmente algunas orquestas de la zona. Entre 1844 y 1846, y gracias a Vaccai, dirigió la orquesta Teatro Ré de Milán.
En 1847 inició una gira por Estados Unidos junto con el contrabajista Giovanni Bottesini que duró dos años, en los que pasaría por ciudades como Nueva York, Filadelfia, o Boston, entre otras muchas. Entre 1853 y 1856 dirigió varias orquestas en Estados Unidos y Canadá. En 1856 produjo la ópera La Spia ("La Espía") en Nueva York, con cierto éxito. De 1858 a 1869 fue director de orquesta en el teatro Her Majesty de Londres, convirtiéndose en el director de orquesta favorito de Adelina Patti, quien en ocasiones cantaría el vals vocal II Bacio ("El Beso"), la obra más alabada del italiano. Dirigió en el Covent Garden entre 1869 y 1870, y a comienzos de los años 1870 dirigió en el St. Petersburg Italian Opera.
En 1896 publicó Reminiscences.